# Amir Ali Hajizadeh
Amir Ali Hajizadeh (em persa: امیرعلی حاجی‌زاده; ‎28 de fevereiro de 1962 – Teerã, 13 de junho de 2025) foi um oficial militar iraniano que serviu como comandante das Forças Aeroespaciais do Corpo de Guardas da Revolução Islâmica (CGRD), cargo que ocupou de outubro de 2009 até seu assassinato em junho de 2025 em um ataque aéreo israelense, na Operação Leão em Ascensão.

## Carreira
Durante os jogos de guerra Eghtedar-e Velayat, em 8 de março de 2016, Hajizadeh disse: “a razão pela qual projetamos nossos mísseis com um alcance de 2.000 km é para poder atingir nossos inimigos a uma distância segura”.
Hajizadeh também foi uma das principais figuras no Irã que liderou e executou os ataques iranianos contra Israel em abril de 2024, conhecidos no Irã como Operação Promessa Verdadeira, e os ataques iranianos contra Israel em outubro de 2024, conhecidos no Irã como Operação Promessa Verdadeira 2. Em 1º de julho de 2024, ele declarou: "Estamos esperançosos com a chegada da oportunidade para [conduzir] a Operação Promessa Verdadeira 2..." e falou de seu desejo de ter outra chance de lançar um ataque em grande escala contra Israel.
Ele também falou abertamente sobre o Irã armar seus aliados na região, dizendo, por exemplo: “Como fica evidente pelas armas de nossos queridos na Palestina, no Líbano e em outros lugares, agora ficou claro que eles estão, de fato, sendo ajudados e abastecidos pelo Irã”. Durante um discurso diante de estudantes, transmitido pela IRINN TV em 1º de dezembro de 2023, Hajizadeh comentou: “Olhem, algumas pessoas perguntam o que a República Islâmica fez em relação a Gaza. A República Islâmica fez o que tinha que fazer. Até pouco tempo atrás, o único meio de defesa deles eram pedras. Hoje, eles se defendem com foguetes e possuem armas e recursos avançados”. Ele foi condecorado com a Ordem de Fath em 2024.

## Sanções dos EUA e Canadá
Em 24 de junho de 2019, o Departamento do Tesouro dos Estados Unidos o sancionou, congelando todos os seus ativos nos Estados Unidos e proibindo cidadãos americanos de fazer negócios com ele.
Em 29 de setembro de 2022, após os protestos pela morte de Mahsa Amini, o Canadá incluiu o nome de Amir Ali Hajizadeh à Lista Consolidada de Sanções Autônomas do país. Em novembro de 2023, Hajizadeh sofreu sanções da União Europeia por facilitar a transferência de veículos aéreos não tripulados, como o Shahed 136 e o Mohajer 6, para as forças armadas russas para serem utilizados na guerra contra a Ucrânia.

## Derrubada do voo 752 da Ukraine International Airlines
Hajizadeh era o comandante da Força Aeroespacial do CGRD em 8 de janeiro de 2020, quando dois mísseis terra-ar derrubaram o voo 752 da Ukraine International Airlines, um Boeing 737-800, logo após a decolagem, ainda no espaço aéreo iraniano, matando todos os 176 passageiros e tripulantes. A República Islâmica do Irã negou durante três dias que seus mísseis tivessem derrubado o avião, alegando que se tratava de um acidente aéreo. À medida que as provas e as pressões internacionais aumentavam, o CGRD emitiu uma carta em 11 de janeiro de 2020 e, finalmente, Hajizadeh aceitou “total responsabilidade”. Apesar desta carta, ninguém do CGRD, incluindo Hajizadeh, foi rebaixado ou punido.
Cerca de três anos depois, em novembro de 2022, Hajizadeh culpou outros pela demora em assumir a responsabilidade: “A decisão foi tomada após 48 horas. Sabíamos o que havia acontecido desde a primeira hora, mas outras entidades e organizações não aceitaram isso”. Ele também acrescentou: “48 horas não é muito tempo (para determinar a verdade)”.

## Ameaça de morte a Donald Trump e Mike Pompeo
Em fevereiro de 2023, Hajizadeh afirmou que o Irã havia desenvolvido um míssil de cruzeiro com alcance de 1.650 quilômetros (1.030 milhas) e ameaçou matar o ex-presidente dos Estados Unidos Donald Trump e o ex-secretário de Estado dos EUA Mike Pompeo. "Se Deus quiser, pretendemos matar Trump, Pompeo... e os comandantes militares que emitiram a ordem (de matar o comandante da Força Quds, Qasem Soleimani)", disse Hajizadeh em entrevista à televisão.

## Ataques iranianos contra Israel
Hajizadeh supervisionou os ataques aéreos das forças iranianas contra Israel em abril e outubro de 2024. Em 6 de outubro, o líder supremo aiatolá Ali Khamenei concedeu a Hajizadeh a Ordem de Fath em reconhecimento ao seu papel.

## Morte
Hajizadeh foi morto em 13 de junho de 2025 em um ataque aéreo israelense que tinha como alvo um centro de comando militar subterrâneo no Irã.